# تجمع بدوالعنقة (لودر)

تعديل مصدري - تعديل

تجمع بدوالعنقة هو "تجمع بدوي" في  عزلة زارة بمديرية لودر التابعة لمحافظة أبين، بلغ تعداد سكانها 21 نسمة حسب تعداد اليمن لعام 2004.